# Chirurgia dell'orecchio esterno
La chirurgia dell'orecchio esterno interviene sia sulle vere e proprie malattie del padiglione auricolare che sugli eventuali difetti estetici dell'orecchio esterno.

## Orecchie a sventola
Il cosiddetto "orecchio a sventola" è presente sin dalla nascita. Questa particolare forma dell'orecchio è da attribuire a una malformazione della cartilagine che, non piegandosi formando così una sorta di conca, rimane dritta e piatta. Il difetto non è soltanto congenito ma anche ereditario: per averne prova basti osservare l'incidenza di soggetti con orecchie di questo tipo nello stesso ambito famigliare.
Il problema delle orecchie "a sventola" resta comunque confinato al solo piano estetico dato che la loro forma non interferisce in alcuna maniera con la funzionalità dell'apparato uditivo. Sul piano dell'immagine, invece, la malformazione del padiglione auricolare può creare anche dei complessi ed in ogni caso costituisce una "stonatura" all'armonia e alla bellezza del viso. I disagi non sono inoltre proporzionali all'età: anche un bambino di pochi anni può "vergognarsi" delle proprie orecchie, magari perché canzonato con insistenza dai propri coetanei.
La correzione chirurgica delle orecchie, che fino a qualche anno fa richiedeva il ricovero ospedaliero e una lunga convalescenza, è diventata ora una questione di pochi minuti. L'"otoplastica", riferisce uno specialista, "si realizza adesso in day hospital, consentendo il ritorno alle mura domestiche poche ore dopo l'operazione. Un vantaggio per il paziente, soprattutto se in tenera età, che non dovrà sopportare, dal punto di vista pratico ma anche psicologico, il peso di una degenza fuori casa e di un post-operatorio un tempo piuttosto doloroso."
L'intervento è accessibile anche ai bambini di 5-6 anni: dopo quest'età, infatti, le orecchie non subiscono rilevanti modificazioni e nel contempo si possono prevenire quei comprensibili complessi legati ad un inestetismo che invita facilmente a scherzi e freddure.
Sulla questione sono concordi anche gli psicologi: meglio intervenire in età pre-scolare non solo per migliorare l'estetica ma anche per non incrinare l'immagine di sé.